# Новіченко Світлана Олександрівна
Світла́на Олекса́ндрівна Новіче́нко (* 1982) — українська веслувальниця; бронзова призерка чемпіонатів Європи. Заслужений майстер спорту України (2013).

## З життєпису
Народилася 1982 року в місті Київ. 2003 року закінчила Національний університет фізичного виховання і спорту України.
Бронзова призерка чемпіонату Європи-2009 (Берестя, Білорусь), 2009; чемпіонату Європи-2011 (Пловдив, Болгарія), обидва — у складі вісімки; чемпіонату Європи-2013 (Севілья, Іспанія), у складі двійки).
Тренери — В. Морозов, О. Кириченко. Виступала за Дніпропетровську обласну школу вищої спортивної майстерності, спортивний клуб «Дзержинка» (Дніпродзержинськ), спортивне товариство «Україна».
Надалі — тренер з академічного веслування у ДЮСШ «Буревісник» (академічне веслування).